# Hysteria (Def Leppard)
Hysteria is het vierde studioalbum van de Engelse hardrockband Def Leppard.
Het album is uitgebracht op 3 augustus 1987 en met wereldwijd 20 miljoen verkochte exemplaren tot nu toe het bestverkochte album van de band. Het album stond op nummer één in de Billboard 200, de UK Albums Chart en ook in Australië, Finland, Nieuw-Zeeland en Noorwegen.  
Hysteria werd geproduceerd door Robert Lange . De titel van het album is bedacht door drummer Rick Allen, verwijzend naar zijn auto-ongeluk in 1984 waarbij hij een arm verloor. Het is het laatste album met gitarist Steve Clark voor zijn dood, hoewel ook op het volgende album, Adrenalize, nummers die mede door hem geschreven zijn zouden verschijnen.
Hysteria is de opvolger van Pyromania, de grote doorbraak van de band uit 1983. Het duurde ruim drie jaar om met dit album te komen. Dit kwam onder meer door het ongeluk en de lange revalidatie van drummer Rick Allen. Na de release van het album publiceerde Def Leppard een boek met de titel Animal Instinct: The Def Leppard Story, geschreven door David Fricke, hoofdredacteur van het tijdschrift Rolling Stone, over het driejarige opnameproces van Hysteria en de moeilijke tijden die de band doormaakte midden jaren '80.
Aanvankelijk zou Hysteria de naam Animal Instinct dragen en geproduceerd worden door Lange, maar hij stopte na pre-productiesessies, verwijzend naar oververmoeidheid. De band haalde Meat Loaf -songwriter Jim Steinman in huis. De opnamesessies met Steinman begonnen op 11 augustus 1984 in de Hilversumse Wisseloordstudio's. Er bleek een onoverbrugbaar verschil van inzicht tussen Steinman en de band te zijn over de sound die het album moest hebben. Steinman wou een groots theatraal geluid - zoals ook op zijn werk met Meat Loaf te horen was - terwijl de band dichter bij het geluid van de succesvolle voorganger Pyromania wou blijven. In oktober 1984 werd Steinman ontslagen.
Hierna probeerde de band zelf hun album te produceren maar ook dit was geen succes. Uiteindelijk werden de eerste opnamesessies volledig geschrapt.
Bij een groot auto-ongeluk op 31 december 1984, waarbij zijn Corvette van de weg raakte, verloor Rick Allen zijn linkerarm. Na het ongeval steunde de band Allens keuze om ondanks zijn handicap terug te keren naar het drumstel, met behulp van een combinatie van een aangepaste kit en een set elektronische pedalen die de geluiden konden produceren die hij anders met zijn linkerarm gespeeld zou hebben. Het kostte Allen ongeveer een jaar om zijn aangepaste drumkit onder de knie te krijgen. Lange keerde ook onverwachts terug en de opnames konden opnieuw beginnen. 
De laatste opnamesessie vond plaats in januari 1987 voor de nummers "Armageddon It" en "Pour Some Sugar on Me". De postproductie nam ook nog tijd in beslag en uiteindelijk werd het album op 3 augustus 1987 uitgebracht.
Het doel van het album, zoals door Lange bedacht, was om een hardrockversie te maken van Michael Jackson 's Thriller. Hiermee bedoelde Lange dat elk nummer de potentie zou hebben om een hitsingle te worden. Het rauwere metal-geluid dat op Pyromania nog te horen was, is bij dit album nagenoeg geheel omgebogen in de richting van AOR, een genre dat op dat moment sowieso hoogtijdagen viert.  Lange's doel om hier commercieel succesvol mee te zijn, wordt ruimschoots gehaald. Maar liefst zeven van de twaalf tracks op het album worden als single uitgebracht.

## Tracklijst
Alle muziek en teksten zijn geschreven door Joe Elliott, Rick Savage, Phil Collen, Steve Clark, Robert Lange. 
| Nr. | Titel                 | Duur |
| --- | --------------------- | ---- |
| 1.  | Women                 | 5:42 |
| 2.  | Rocket                | 6:37 |
| 3.  | Animal                | 4:04 |
| 4.  | Love Bites            | 5:46 |
| 5.  | Pour Some Sugar on Me | 4:27 |
| 6.  | Armageddon It         | 5:24 |

| 7.                 | Gods of War         | 6:37 |
| 8.                 | Don't Shoot Shotgun | 4:26 |
| 9.                 | Run Riot            | 4:39 |
| 10.                | Hysteria            | 5:54 |
| 11.                | Excitable           | 4:19 |
| 12.                | Love and Affection  | 4:37 |
| Totale duur: 62:32 |                     |      |

  In 2006 en 2017 zijn een 'deluxe editions' uitgebracht met een aantal bonusnummers, waaronder live-opnames gemaakt in Tilburg.